# Biatlo nos Jogos Olímpicos de Inverno de 2010 - Revezamento feminino
A competição do revezamento feminino nos Jogos Olímpicos de Inverno de 2010 foi disputada no Parque Olímpico de Whistler em 23 de fevereiro de 2010.

## Medalhistas
|  | RUS Rússia                                                              |  | FRA França                                                    |  | GER Alemanha                                            |
|  | Svetlana Sleptsova Anna Bogaliy-Titovets Olga Medvedtseva Olga Zaitseva |  | Marie-Laure Brunet Sylvie Becaert Marie Dorin Sandrine Bailly |  | Kati Wilhelm Simone Hauswald Martina Beck Andrea Henkel |

## Resultados
| Pos.              | Nº | País                                                                                     | Tempo                                         | Penalidades (P+S)                       | Diferença |
| ----------------- | -- | ---------------------------------------------------------------------------------------- | --------------------------------------------- | --------------------------------------- | --------- |
| Medalha de ouro   | 1  | RUS Rússia Svetlana Sleptsova Anna Bogaliy-Titovets Olga Medvedtseva Olga Zaitseva       | 1:09:36.3 17:24.4 17:17.3 17:27.7 17:26.9     | 0+2 0+3 0+0 0+0 0+1 0+1 0+0 0+0 0+1 0+2 | 0.0       |
| Medalha de prata  | 4  | FRA França Marie-Laure Brunet Sylvie Becaert Marie Dorin Sandrine Bailly                 | 1:10:09.1 17:22.6 17:17.6 18:34.2 16:54.7     | 2+4 0+4 0+0 0+2 0+0 0+1 2+3 0+1 0+1 0+0 | +32.8     |
| Medalha de bronze | 2  | GER Alemanha Kati Wilhelm Simone Hauswald Martina Beck Andrea Henkel                     | 1:10:13.4 17:26.0 17:16.2 18:12.0 17:19.2     | 0+2 0+3 0+1 0+0 0+0 0+0 0+1 0+1 0+0 0+2 | +37.1     |
| 4                 | 5  | NOR Noruega Liv-Kjersti Eikeland Ann Kristin Flatland Solveig Rogstad Tora Berger        | 1:10:34.1 18:20.4 16:52.6 18:21.2 16:59.9     | 0+1 0+2 0+0 0+2 0+0 0+0 0+1 0+0         | +57.8     |
| 5                 | 3  | SWE Suécia Elisabeth Högberg Anna Carin Olofsson-Zidek Anna Maria Nilsson Helena Jonsson | 1:10:47.2 17:46.7 17:25.9 18:16.8 17:17.8     | 0+2 0+1 0+0 0+1 0+0 0+0 0+2 0+0 0+0 0+0 | +1:10.9   |
| 6                 | 7  | UKR Ucrânia Olena Pidhrushna Valj Semerenko Oksana Khvostenko Vita Semerenko             | 1:11:08.2 17:36.9 17:56.3 17:44.7 17:50.3     | 0+2 0+6 0+0 0+1 0+1 0+3 0+1 0+0 0+0 0+2 | +1:31.9   |
| 7                 | 8  | BLR Bielorrússia Liudmila Kalinchik Darya Domracheva Olga Kudrashova Nadezhda Skardino   | 1:11:34.0 17:40.0 17:28.7 18:27.4 17:57.9     | 0+1 0+2 0+1 0+1 0+0 0+1 0+0 0+0         | +1:57.7   |
| 8                 | 6  | CHN China Wang Chunli Liu Xianying Kong Yingchao Song Chaoqing                           | 1:12:16.9 17:44.7 17:47.7 19:10.4 17:34.1     | 0+2 0+6 0+1 0+2 0+1 0+1 0+0 0+3 0+0 0+0 | +2:40.6   |
| 9                 | 10 | ROU Romênia Dana Plotogea Éva Tófalvi Mihaela Purdea Réka Ferencz                        | 1:12:32.9 18:10.6 17:47.8 18:23.2 18:11.3     | 0+1 0+6 0+0 0+1 0+0 0+2 0+1 0+3 0+0 0+0 | +2:56.6   |
| 10                | 17 | ITA Itália Michela Ponza Katja Haller Karin Oberhofer Roberta Fiandino                   | 1:12:54.2 18:20.5 17:58.2 18:19.3 18:16.2     | 0+4 0+4 0+1 0+1 0+0 0+0 0+0 0+2 0+3 0+1 | +3:17.9   |
| 11                | 11 | POL Polônia Krystyna Pałka Magdalena Gwizdoń Weronika Novakowska Agnieszka Cyl           | 1:12:54.3 18:21.2 19:10.2 17:55.7 17:27.2     | 0+5 1+7 0+2 0+2 0+3 1+3 0+0 0+1         | +3:18.0   |
| 12                | 15 | SVK Eslováquia Martina Halinárová Anastasiya Kuzmina Natália Prekopová Jana Gereková     | 1:13:15.8 18:27.1 17:09.3 19:41.7 17:57.7     | 0+2 1+9 0+1 0+2 0+0 0+1 0+0 1+3 0+1 0+3 | +3:39.5   |
| 13                | 9  | KAZ Cazaquistão Elena Khrustaleva Anna Lebedeva Lyubov Filimonova Marina Lebedeva        | 1:13:42.9 17:42.1 18:00.8 18:52.6 19:07.4     | 0+4 0+5 0+0 0+1 0+1 0+1 0+1 0+2 0+2 0+1 | +4:06.6   |
| 14                | 18 | CAN Canadá Megan Imrie Zina Kocher Rosanna Crawford Megan Tandy                          | 1:14:25.5 18:18.9 18:04.9 19:50.9 18:10.8     | 1+7 0+5 0+1 0+3 0+2 0+1 1+3 0+0 0+1 0+1 | +4:49.2   |
| 15                | 14 | CZE República Checa Veronika Vítková Magda Rezlerová Gabriela Soukalová Zdeňka Vejnarová | 1:14:37.5 17:51.1 18:25.9 18:23.7 19:56.8     | 2+4 1+6 0+1 0+1 0+0 1+3 0+0 0+1 2+3 0+1 | +5:01.2   |
| 16                | 19 | USA Estados Unidos Sara Studebaker Lanny Barnes Haley Johnson Laura Spector              | 1:15:47.5 17:53.2 18:52.5 19:01.5 20:00.3     | 1+8 0+4 0+1 0+0 0+1 0+1 0+3 0+0 1+3 0+3 | +6:11.2   |
| 17                | 16 | EST Estônia Kadri Lehtla Eveli Saue Sirli Hanni Kristel Viigipuu                         | 1:17:55.5 18:49.8 18:15.4 20:06.6 20:43.7     | 2+9 0+7 0+2 0+2 0+1 0+1 1+3 0+1 1+3 0+3 | +8:19.2   |
| 18                | 13 | LAT Letônia Žanna Juškāne Madara Līduma Līga Glāzere Gerda Krūmiņa                       | 1:18:56.2 21:06.7 18:09.7 20:51.6 18:48.2     | 2+5 2+7 2+3 0+2 0+1 0+1 0+0 2+3 0+1 0+1 | +9:19.9   |
| —                 | 12 | SLO Eslovênia Dijana Ravnikar Andreja Mali Tadeja Brankovič-Likozar Teja Gregorin        | 1:12:02.4 DSQ 17:50.4 18:18.2 18:07.8 17:46.0 | 0+4 0+2 0+0 0+1 0+1 0+1 0+2 0+0 0+1 0+0 | +2:26.1   |

Legenda
| Recorde mundial      | Recorde mundial (World record)               |                       | Recorde africano                      | Recorde africano (African) |                                           | Q | Classificado por posição (Qualified) |
| Recorde olímpico     | Recorde olímpico (Olympic record)            | Recorde da América    | Recorde da América (Americas)         | q                          | Classificado por melhor tempo (Qualified) |   |                                      |
| Melhor marca do ano  | Melhor marca do ano (World leading)          | Recorde asiático      | Recorde asiático (Asian)              | DNS                        | Não largou (Did not start)                |   |                                      |
| Recorde nacional     | Recorde nacional (National record)           | Recorde europeu       | Recorde europeu (European)            | DNF                        | Não terminou (Did not finish)             |   |                                      |
| Recorde pessoal      | Recorde pessoal do atleta (Personal best)    | Recorde da Oceania    | Recorde da Oceania (Oceania)          | DSQ / DQ                   | Desclassificado (Disqualified)            |   |                                      |
| Recorde da temporada | Recorde da temporada do atleta (Season best) | Recorde sul-americano | Recorde sul-americano (South America) | NM                         | Sem marca (No mark)                       |   |                                      |